# Angiostrongylus cantonensis
Angiostrongylus cantonensis é um parasita nematóide (verme) que causa angiostrongilíase, a causa mais comum de meningite eosinofílica no sudeste da Ásia e na bacia do Pacífico.